# Sankthelenahärfågel
Sankthelenahärfågel (Upupa antaios) är en utdöd fågel i familjen härfåglar inom ordningen härfåglar och näshornsfåglar som förekom på Sankta Helena. Den är enbart känd från ett ofullständigt skelett och dog troligen ut strax efter att ön upptäcktes 1502. Sankthelenahärfågel kunde inte flyga och var mycket större än andra medlemmar i familjen härfåglar.